# St. Georg (Böbing)

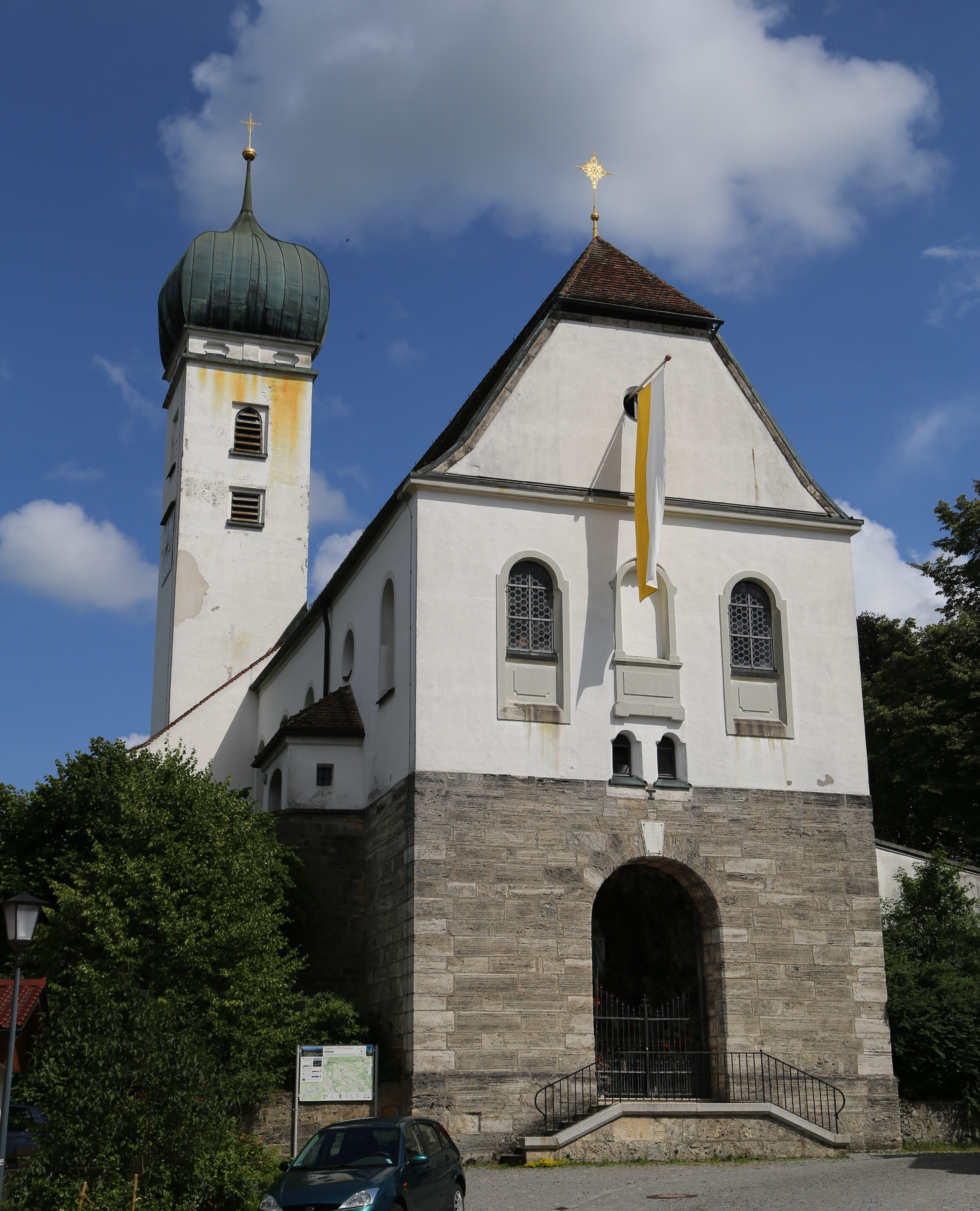
St. Georg in Böbing

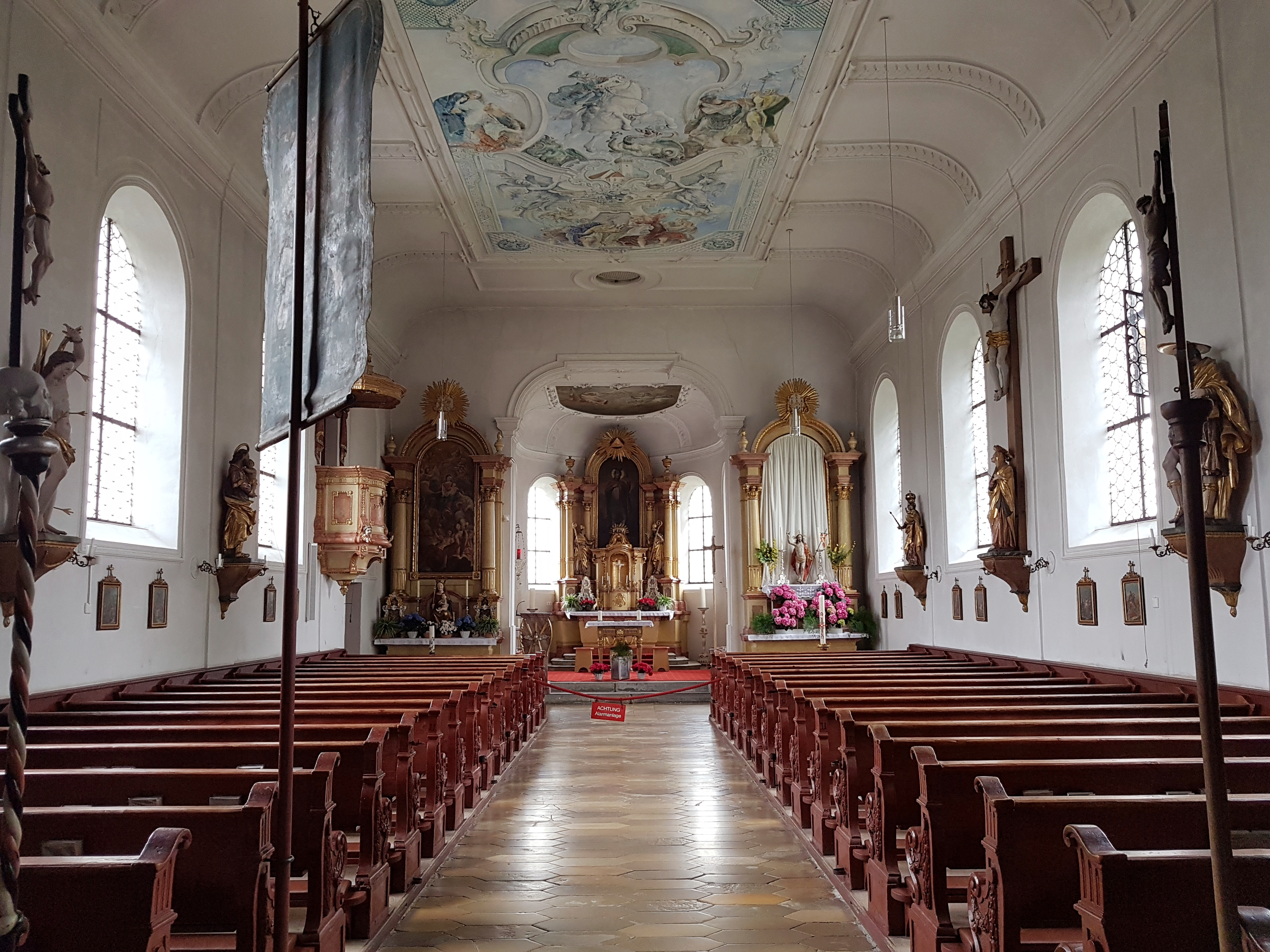
Innenraum

Die römisch-katholische Pfarrkirche St. Georg steht in Böbing im oberbayerischen Landkreis Weilheim-Schongau von Bayern. Das Bauwerk ist als Baudenkmal unter der Nr. D-1-90-117-1 eingetragen. Die Kirche gehört zum Dekanat Werdenfels-Rottenbuch des Erzbistums München und Freising.

## Beschreibung
Das Langhaus wurde nach der Zerstörung im Dreißigjährigen Krieg 1638 wieder aufgebaut. Die Saalkirche hat einen eingezogenen, dreiseitig geschlossenen Chor im Osten, einer Sakristei an der Nordostecke des Langhauses und einen Chorflankenturm an dessen Nordwand, dessen oberstes Geschoss den Glockenstuhl mit fünf Kirchenglocken beherbergt, und der mit einer Zwiebelhaube bedeckt ist. Das Portal befindet sich an der Westfassade. 
Die Flachdecken der Innenräume werden von Vouten gerahmt. Die Kirchenausstattung von 1794/98 erfolgte im Empirestil. Der Hochaltar wird von den Skulpturen des Augustinus von Hippo und des Korbinian flankiert. Auf dem Altarretabel ist der heilige Georg dargestellt. Die Altarretabel der Seitenaltäre stammen von Martin Speer. Die Orgel wurde 1970 von der Orgelbau Carl Schuster & Sohn gebaut.